# Будикеж (Мазовецьке воєводство)
Будикеж (пол. Budykierz) — село в Польщі, у гміні Браньщик Вишковського повіту Мазовецького воєводства.
Населення — 222 особи (2011).

## Демографія
Демографічна структура станом на 31 березня 2011 року:
|          | Загалом | Допрацездатний вік | Працездатний вік | Постпрацездатний вік |
| -------- | ------- | ------------------ | ---------------- | -------------------- |
| Чоловіки | 114     | 34                 | 74               | 6                    |
| Жінки    | 108     | 28                 | 61               | 19                   |
| Разом    | 222     | 62                 | 135              | 25                   |